# ブリガムヤング大学

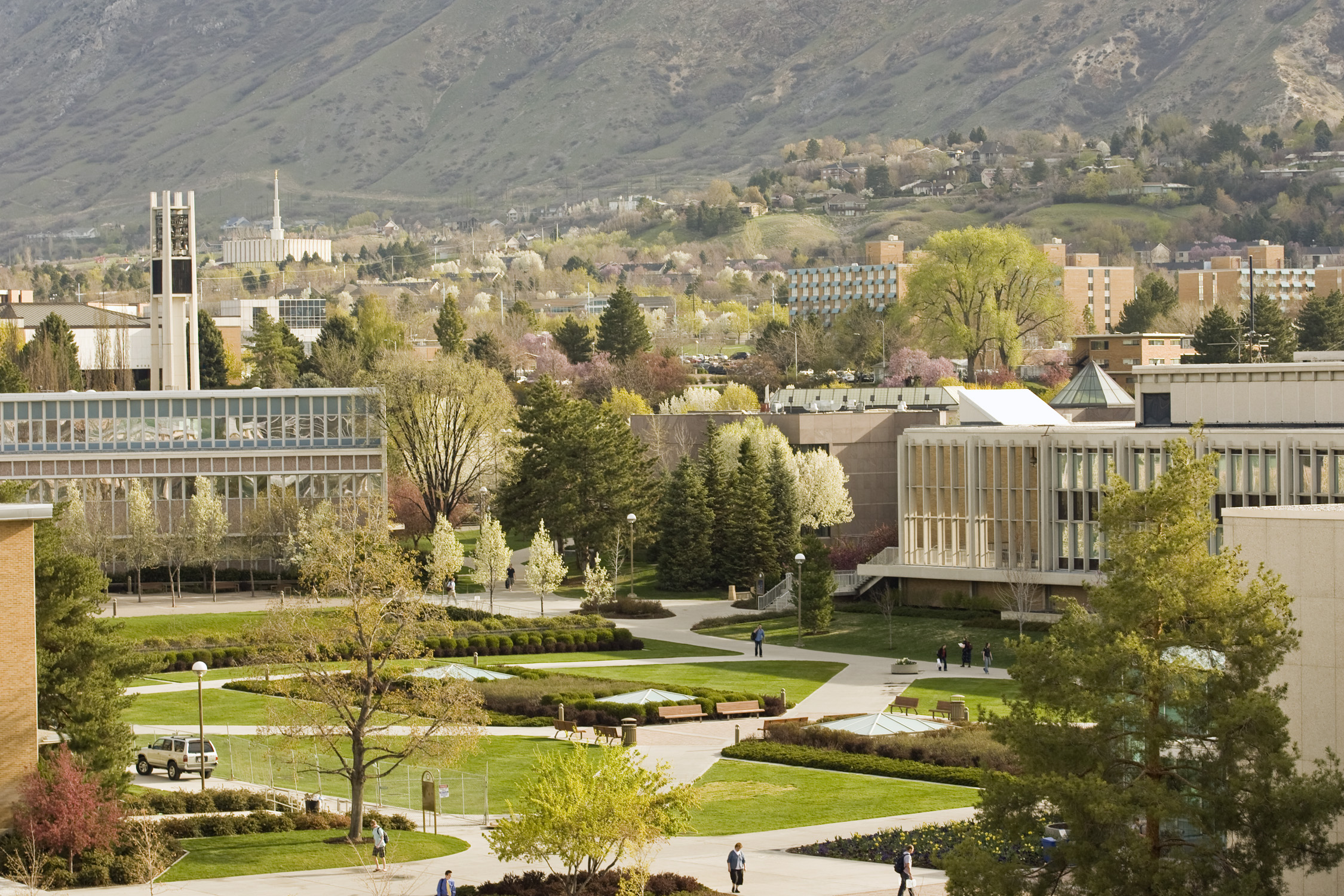
ノースキャンパス

ブリガム・ヤング大学（ブリガム・ヤングだいがく、Brigham Young University、略称：BYU または the Y）は、アメリカ合衆国のユタ州プロボにある、末日聖徒イエス・キリスト教会が運営する私立大学である。1875年10月16日、末日聖徒イエス・キリスト教会の教徒入植者に対する教育を目的とし、教会の2代目大管長であるブリガム・ヤングによって創立されたブリガム・ヤング・アカデミー（Brigham Young Academy）を前身に、1903年に大学としての認可を受けた。今日ではプロボ校のほかにアイダホ校とハワイ校を有する。
プロボ校単独で3万人を超える学生のほぼ全員が敬虔なキリスト教徒であり、様々な分野で非常に優れた教育を施し、多くの人材を送り出してきた。その中にはアメリカ大統領候補となった政治家ミット・ロムニー、デルCEOを務めた経営者ケビン・ロリンズ、芸能人ケン・ジェニングス、作家のステファニー・メイヤー、オースン・スコット・カード、スティーブン・R・コヴィー、日本マイクロソフト株式会社代表取締役社長の平野拓也らが含まれる。

## 歴史
- 1830年4月6日 宗教家ジョセフ・スミス・ジュニアが末日聖徒イエス・キリスト教会を設立。
- 1844年6月27日 創設者ジョセフ・スミス殉教。教会大管長ブリガム・ヤング、残されたモルモン教徒のユタ地方への移民を指導。
- 1850年9月9日 ユタ準州、合衆国政府によって設立される（1850年協定）。ブリガム・ヤング、ユタ準州知事を兼任。
- 1862年 実業家ウォーレン・ニュートン・デュセンベリー（en）、ユタ準州の都市プロボに植民者学校を創設。
- 1869年 デザレット大学（現・ユタ大学）、植民者学校をデザレット大学プロボ校として統合し、デュセンベリーが初代学長に就任。
- 1875年10月16日 デュセンベリー、モルモン教会から土地建物の援助を受け、プロボ校をデザレット大学から独立させる。
  - その際、校名をブリガム・ヤング・アカデミー（Brigham Young Academy）に改名。デュセンベリー、初代学院長に就任。
- 1876年8月 ドイツ布教区から派遣されたカール・メイザー（en）、第二代学院長に就任。
- 1884年 化学実験中の爆発事故でアカデミーの校舎が破損。臨時校舎へ機能を移転する。
- 1892年 アカデミー校舎が再建される。ミシガン大学からベンジャミン・クルッフ（en）を招致、第三代学院長に就任。
- 1903年 大学としての認可を受け、ブリガム・ヤング大学（Brigham Young University）に改名。
  - クルッフが初代学長に就任するも同年中にジョージ・H・ブリムホール（en）が第二代学長に就任。
- 1921年、フランクリン・S・ハリスが第三代学長に就任。ハリスは大学移行後、学部出身者から選出された最初の学長であり、また博士号を持つ学長としても最初となる。

## 概要
198の学術的なプログラム、69の修士号、27の博士号課程があり、生物学と農業、デヴィッドOマッケイ教育学校、アイラAフルトンカレッジ　オブ　エンジニアリングアンドテクノロジー、家庭、家族と社会科学、ファインアートとコミュニケーション、健康ヒューマンパフォーマンスと人文科学、J.ルーベン・クラーク法律学校、マリオットスクールオブマネージメント、看護、物理学と数学等のコースを学べる。卒業生においては、ノーベル賞受賞者のポール・ボイヤーや電子式テレビを発明したフィロ・ファーンズワース、補聴器の開発や油滴実験を行ったハーヴェイ・フレッチャーなどを輩出している。
その他、末日聖徒イエス・キリスト教会が世界中に宣教師を派遣している背景から、外国語習得プログラムが充実している。
アメリカ合衆国教育省から国際実務教育研究と全国中東言語資源センターの本部として、2003年に120万ドル以上の補助金を受けている。
同校は末日聖徒イエス・キリスト教会の教えに基づいた学びの場を提供しているが、非教会員も入学可能である。ただし、教会員が受ける授業料の優待制度を非教会員は受けることができない。そのため、学生の殆どが末日聖徒イエス・キリスト教会の教会員である。学生、事務職員、及び教職員はオーナーコード（校則）と服装と身だしなみ等、細かい規則を守るよう義務付けられている。オーナーコードには、末日聖徒イエス・キリスト教会の戒めと同様の知恵の言葉（タバコ、酒、コーヒー、カフェインを含む茶、有害な薬物、などの禁止）、純潔の律法（婚姻関係を持っている者以外の人との性行為、自慰行為、同性愛、ポルノグラフィー、などの禁止）などがある。また、大学創設者のブリガム・ヤングが人の外観を重視し「あなたの服装と身だしなみは、あなたや他の人の行動に影響を与える」との信念を持っていたため、服装と身だしなみに関する規定も非常に厳しい。そのため、現役の学生や卒業生は美意識が高く、ファッションやビューティー、ライフスタイルなどを発信する女性ブロガーが多い。学生や教職員の人種構成はモルモン教徒のそれと同様で、3万人を超える学部生数の80%以上および教職員の90%以上が非ヒスパニック系白人であり、アメリカの大学の全国平均と比べても白人比率は非常に高く、黒人やアジア系の比率は非常に低い。

## 大学ランキング
2020年『Money Magazine』の「Best Collage」において本校は739校中104位にランクインしている。また、アメリカの大学のプロファイリングと格付けを行うニッチ社が調査したアメリカの大学全国ランキング2022年版では1652校中94位であり、トップ10にランクインした項目は次のとおりである。アメリカで最も保守的な大学：1/854、アメリカの情報技術のベストカレッジ：3/238、アメリカのベストクリスチャンカレッジ：6/364、アメリカの会計と財務のベストカレッジ：7/814（順位/調査校数）。

## スポーツ
BYUは大学間スポーツ競技への参加も非常に積極的であり、以前は、マウンテン・ウェスタン・カンファレンスに所属していたが、ウエスト・コースト・カンファレンスを経て、2023年シーズンよりビッグ12カンファレンスに加盟した。今日では21の全米大学体育協会(NCAA)代表チームがあり、全チームで愛称はBYUクーガーズである。クーガーズは女子の活躍も盛んであり、中でも特にバスケットボールとバレーボールが強い。

## 教育に関する議論
2007年、歴史学科は大学院生の受け入れ停止を決定した。主な理由として学部に集中したほうがよい教育環境を維持できると判断されたことや、モルモンの歴史研究をしたがる学生が大きな割合を占めすぎていたこと、またそれらは歴史学というよりは宗教的な正当性を歴史的に探すという目的であったため、歴史学として成立するには難しいと判断された、などが生徒や教授の間から言われている。BYUの歴史学科においては、末日聖徒イエス・キリスト教会の歴史観や宗教観の正当性に疑問を問うことになる研究に対しては、批判や中傷などが相次いでいた。また宗教上の教義から、進化論の教育について議論が起きた時期が存在する。

## 主な出身者
- ミット・ロムニー - 政治家、実業家
- ケント・ギルバート - 外国人タレント、弁護士
- ケント・デリカット - 外国人タレント
- オースン・スコット・カード - 作家
- スティーブン・R・コヴィー - 作家
- ステファニー・メイヤー - 作家
- ジョン・ヘダー - 俳優
- アーロン・エッカート - 俳優
- アーロン・ルーエル - 俳優、フォトグラファー
- ジェフ・マニング - 俳優、ナレーター、声優
- ジャレッド・ヘス - 映画監督
- エズラ・タフト・ベンソン - 末日聖徒イエス・キリスト教会の大管長
- オリン・ハッチ - 政治家
- タイラー・アルジアー - NFL選手
- ジャマール・ウィリアムズ - NFL選手
- ザック・ウィルソン - NFL選手
- プカ・ナクア - NFL選手
- テイサム・ヒル - NFL選手
- ポール・ラシケ - NFL選手
- スティーブ・ヤング - NFL選手（QB）、第24回スーパーボウルMVP（創始者ブリガム・ヤングの来孫）
- フレッド・ワーナー - NFL選手
- アンディ・リード - NFLコーチ
- ダニー・エインジ - NBA選手、MLB選手、ボストン・セルティックスゼネラルマネージャー
- ショーン・ブラッドリー - NBA選手（史上2番目の長身選手）
- マイク・ウェア - ゴルファー
- ジャック・モリス - MLB選手（デトロイト・タイガース等で活躍）
- リック・アギレラ - MLB選手
- ウォーリー・ジョイナー - MLB選手（夫人も同校卒）
- スティーブ・マクナルティ - ロッテオリオンズの選手
- バンス・ロー - MLB選手、中日ドラゴンズの選手、本学野球部監督
- ブライアン・バンクス - MLB選手、福岡ダイエーホークスの選手
- 田臥勇太 - 同大学ハワイ校（BYUH）に一時留学。プロボ本校の在籍はなし。
- 長崎宏子 - 水泳選手
- 諸星裕 - 学者、桜美林大学名誉教授
- 入江伸光 - 歌手
- 平野拓也 - 日本マイクロソフト代表執行役 社長
- 都築泰壽 - 学校法人理事長。大学院中退
- 中村彰憲 - 学者、立命館大学教授、日本デジタルゲーム学会会長